# 금융산업의 구조개선에 관한 법률
금융산업의 구조개선에 관한 법률은 금융기관의 합병·전환 또는 정리 등 금융산업의 구조개선을 지원하여 금융기관 간의 건전한 경쟁을 촉진하는 것을 목적으로 하는 대한민국의 법률이다. 흔히 금산법으로 줄여 부른다.

## 주요 내용
1997년 1월 13일 〈금융기관의 합병 및 전환에 관한 법률〉을 전면 개정하여 현재의 금산법을 입법하였다. 주요 입법 취지는 산업자본의 부실이 금융자본으로 전파되는 것을 막기 위한 것으로 금산법 24조에 다른 회사의 의결권 있는 발행주식 총수의 100분의 20 이상을 소유하게 되는 경우와 다른 회사의 의결권 있는 발행주식 총수의 100분의 5 이상을 소유하고 동일계열 금융기관이나 동일계열 금융기관이 속하는 기업집단이 그 회사를 사실상 지배하는 것으로 인정되는 경우로서 대통령령으로 정하는 경우에는 금융위원회의 승인을 얻도록 규정하고 있다.
금산법은 산업자본이 금융자본을 지배하지 못하도록 규제하는 법이다. 이러한 규제의 이유는 다음과 같다.
- 대기업이 은행을 소유할 경우 은행의 돈을 '흥청망청' 쓸 수 있다.
- 은행이 대기업의 오너의 개인금고로 전락할 수 있다.

한편, 이러한 규제에 대해 외국계 자본의 국내 은행 소유 지분에 제한이 없는 상태에서 국내 산업자본만을 규제하는 것은 형평성에 어긋난다는 주장도 있다.

## 판례
2003년 11월 27일 대한민국 대법원은 판례를 통해 금산법은 주식의 소유권 자체를 무효로 하는 효력규정이 아니라 위반하였을 경우 그에 상응하는 벌칙이 부과되는 단속규정이라 판시하였다.

## 삼성의 금산법 위반과 법개정
입법 당시 법규를 위반한 경우에 대한 벌칙규정이 제대로 정비되지 않아 삼성 등에서 이를 위반하고도 시정하지 않았다. 2004년 4월 금융감독위원회의 조사 결과 11개의 금융기관이 계열사의 지분을 초과소유하고 있는 것이 들어나자 심상정 등 26명의 국회의원은 삼성생명, 삼성카드 등의 초과 소유분에 대해 5년 이내에 강제매각하는 조치를 담은 금산법 개정안을 발의하였다.
금산법 개정안은 정치권에서 격렬한 논쟁을 불러일으켰다. 당시 여당이었던 열린우리당을 포함한 보수정치권에서는 삼성만을 분리하여 다루자고 주장하거나 금산법 개정자체가 위헌요소가 있다는 식으로 삼성을 옹호하였다. 2005년 7월 심상정은 CBS 라디오와의 인터뷰에서 당시 삼성이 전방위 로비를 펼치고 있어 금산법 개정이 연기되고 있다고 제기하였다.
| “ | 삼성의 막강한 인맥관리는 타의 추종을 불허합니다. 국회 안에서도 삼성의 막강한 로비팀이 운영되고 있다는 것은 누구나 알고 있는 사실입니다. | ” |
|   | — 심상정, 2005년 |   |

당시 다른 기업의 경우 자발적으로 금산법 위반상황을 해소하였고 삼성계열의 금융회사만이 법 위반상태를 유지하였기 때문에 이는 결국 보수정치권 전체가 삼성을 비호한 셈이 되었다. 그 결과 개정된 금산법으로 삼성전자가 받은 의결권 제한 지분수는 1.09%에 불과하였다. 2006년 12월에 금산법 개정안이 국회에서 의결되었다.
2007년 심상정은 ‘삼성금융계열사의 금융지주회사 전환 로드맵’을 공개하였다. 이 내부문건은 2005년 5월 삼성금융연구소에서 작성하고, 삼성생명·삼성카드 등 그룹의 금융부문 최고위 기구인 삼성 금융사장단 회의에서 채택한 것으로 알려졌다. 이 문건은 삼성이 금산법 개정을 막기 위해 조직적으로 여론 조작을 시도했음을 시사하고 있다.